# Хронологія рекордів Європи з бігу на 20000 метрів серед чоловіків
Рекорди Європи з бігу на 20000 метрів визнавались Європейською легкоатлетичною асоціацією з-поміж результатів, показаних європейськими легкоатлетами на відповідній дистанції на біговій доріжці стадіону, за умови дотримання встановлених вимог.
2021 року Європейська легкоатлетична асоціація припинила ратифікацію рекордів у цій дисципліні згідно з встановленими нею правилами. Майбутні рекордні результати європейських спортсменів у цьому виді вважатимуться вищими європейськими досягненнями.

## Хронологія рекордів
| Результат                              | Атлет                        | Місто змагань  | Дата змагань | Примітки | Відео |
| -------------------------------------- | ---------------------------- | -------------- | ------------ | -------- | ----- |
| 1:07.40,2h                             | Тату Колехмайнен Фінляндія   | Гельсінкі      | 18.05.1913   |          |       |
| 1:07.11,2h                             | Альбін Стенроос Фінляндія    | Гельсінкі      | 09.09.1923   |          |       |
| 1:07.07,2h                             | Вілле Кюренен Фінляндія      | Гаміна         | 31.08.1924   |          |       |
| 1:06.29,0h                             | Вяйне Сіпіля Фінляндія       | Стокгольм      | 19.06.1925   |          |       |
| 1:04.38,4h                             | Пааво Нурмі Фінляндія        | Стокгольм      | 03.09.1930   |          |       |
| 1:03.01,2h                             | Андраш Чаплар Угорщина       | Будапешт       | 26.10.1941   |          |       |
| 1:02.40,0h                             | Вільйо Гейно Фінляндія       | Турку          | 22.09.1949   |          |       |
| 1:01.15,8h                             | Еміль Затопек Чехословаччина | Прага          | 15.09.1951   |          |       |
| 59.51,8h+                              | Еміль Затопек Чехословаччина | Стара-Болеслав | 29.09.1951   |          |       |
| 58.06,2h+                              | Гастон Рулантс Бельгія       | Левен          | 28.10.1966   |          |       |
| 57.44,4h+                              | Гастон Рулантс Бельгія       | Брюссель       | 20.09.1972   |          |       |
| 57.31,6h+                              | Йос Герменс Нідерланди       | Папендал       | 28.09.1975   |          |       |
| 57.24,2h+                              | Йос Герменс Нідерланди       | Арнем          | 01.05.1976   |          |       |
| 57.18,4h+                              | Діонісіу Каштру Португалія   | Ла-Флеш        | 31.03.1990   |          |       |
| 56.20,02+                              | Башир Абді Бельгія           | Брюссель       | 04.09.2020   | [ 1 ]    |       |
| 4 роки, 205 днів від дати встановлення |                              |                |              |          |       |